# بول هارفي
بول هارفي (بالإنجليزية: Paul Harvey)‏ (و. 1882 – 1955 م) هو ممثل، وممثل أفلام، من الولايات المتحدة الأمريكية، ولد في ساندويتش، توفي في لوس أنجلوس، عن عمر يناهز 73 عاماً.

## وصلات خارجية
- بول هارفي على موقع IMDb (الإنجليزية)
- بول هارفي على موقع ألو سيني (الفرنسية)
- بول هارفي على موقع أول موفي (الإنجليزية)
- بول هارفي على موقع قاعدة بيانات برودواي على الإنترنت (الإنجليزية)
- بول هارفي على موقع قاعدة بيانات الأفلام السويدية (السويدية)
- بول هارفي على موقع إن إن دي بي (الإنجليزية)
- بول هارفي على موقع قاعدة بيانات الفيلم (الإنجليزية)
- بول هارفي على موقع كينوبويسك (الروسية)